# Javorník (Čtyřkoly)
Javorník je část obce Čtyřkoly v okrese Benešov. Nachází se na severovýchodě Čtyřkol. V roce 2009 zde bylo evidováno 295 adres.
Javorník leží v katastrálním území Čtyřkoly o výměře 2,88 km².

## Historie
První písemná zmínka o vesnici pochází z roku 1444.